# Pterula parvispora
Pterula parvispora är en svampart som beskrevs av P. Roberts 1999. Pterula parvispora ingår i släktet Pterula och familjen mattsvampar.   Inga underarter finns listade i Catalogue of Life.